# Lisa Jane Smith
Lisa Jane Smith, född 4 september 1958 i 
Fort Lauderdale, Florida, död 8 mars 2025 i 
Walnut Creek, Kalifornien, var en amerikansk fantasy-författare. Hennes mest kända böcker är The Vampire Diaries-serien (Vampyrens kärlek-serien på svenska) som TV-serien The Vampire Diaries baseras på. Hon har även skrivit Night World-serien.